# Leon Bailey
Leon Bailey Butler vagy egyszerűen Leon Bailey (Kingston, 1997. augusztus 9. –) jamaicai labdarúgó, az AS Roma játékosa kölcsönben az Aston Villa csapatától.

## Pályafutása

### Korai évek
Bailey a Jamaicai Kingstonban született és nőtt fel. A Craig Butler által működtetett Phoenix All Stars Academyn kezdett el az futball alapjaival ismerkesdni. 2011 és 2013 között az ausztriai FC Liefering klubjához került, 2013 és 2015 között a szlovákiai FK AS Trenčín akadémiáján játszott.

### Genk
2015. augusztus 12-én került a Genk csapatához. Augusztus 21-én K Sint-Truidense VV csapata elleni idegenbeli mérközésen debütált, a 62. percben Siebe Schrijvers cseréjeként. November 21-én a  
OH Leuven csapata elleni idegenbeli 3–1-re 
mérkőzésen szerezte meg az első gólját a csapatban. Két szezon alatt ötvenhat tétmérkőzésen lépett pályára és nyolcszor talált az ellenfelek kapujába.

### Bayer Leverkusen
2017. január 31-én igazolt Bayer Leverkusenbe. 2022 nyaráig szóló szerződést kötött a gyógyszergyáriakkal, akik 20 millió euróért, Manchester United FC és a Chelsea elől szerezték meg.
2017. február 3-án a Hamburger SV elleni mérkőzés 82.percében Admir Mehmedi cseréjeként debütált a Bundesligában, csapata 1–0-s vereséget szenvedett.
2017. február 21-én a a Bajnokok Ligája nyolcaddöntője első mérkőzésén hazai pályán az Atlético Madrid elleni találkozó 87. percében Julian Brandt cseréjeként debütált a BL-ben, csapata 4–2-es vereséget szenvedett.

### Aston Villa
2021. augusztus 4-én az Aston Villa bejelentette, hogy szerződtette a Leverkusentől a jamaicai játékost, mintegy 30 millió euróért cserébe.

### AS Roma
2025. augusztus 20-án kölcsönbe került az olasz AS Roma csapatához a 2025–26-os szezonra.

### A válogatottban
2015. március 8-án lépett pályára a Jamaicai U23-as válogatott tagjaiként a Kajmán-szigetek U23-as válogatottja elleni barátságos mérkőzésen és szabadrúgásból szerzett gólt.

## Sikerei, díjai

### Egyéni
- Az év fiatalja-díj: 2015–2016

## Statisztika
2018. május 21-én lett frissítve.
| Klub             | Szezon           | Liga                     | Liga            | Liga  | Kupa            | Kupa  | Európai         | Európai | Egyéb           | Egyéb | Összesen        | Összesen |
| Klub             | Szezon           | Bajnokság                | Pályára lépések | Gólok | Pályára lépések | Gólok | Pályára lépések | Gólok   | Pályára lépések | Gólok | Pályára lépések | Gólok    |
| ---------------- | ---------------- | ------------------------ | --------------- | ----- | --------------- | ----- | --------------- | ------- | --------------- | ----- | --------------- | -------- |
| Genk             | 2015–2016        | Belgian First Division A | 37              | 6     | 5               | 1     | —               | —       | —               | —     | 42              | 7        |
| Genk             | 2016–2017        | Belgian First Division A | 19              | 2     | 4               | 0     | 12              | 7       | —               | —     | 35              | 9        |
| Genk             | Összesen         | Összesen                 | 56              | 8     | 9               | 1     | 12              | 7       | —               | —     | 77              | 16       |
| Bayer Leverkusen | 2016–17          | Bundesliga               | 8               | 0     | 0               | 0     | 2               | 0       | —               | —     | 10              | 0        |
| Bayer Leverkusen | 2017–2018        | Bundesliga               | 30              | 9     | 4               | 3     | —               | —       | —               | —     | 34              | 12       |
| Bayer Leverkusen | Összesen         | Összesen                 | 38              | 9     | 4               | 3     | 2               | 0       | —               | —     | 44              | 12       |
| Karrier összesen | Karrier összesen | Karrier összesen         | 94              | 17    | 13              | 4     | 14              | 7       | 0               | 0     | 121             | 28       |

1. ↑  Pályára lépések az Európa-ligában
2. ↑  Pályára lépések a Bajnokok ligájában